# ميوكي إيشيكاوا
ميوكي إيشيكاوا (باليابانية: 寿産院事件) هي ممرضة وقاتلة متسلسلة وقابلة يابانية، ولدت في 1897 في ميازاكي في اليابان، وتوفيت في القرن العشرين.